# Sporophile à croupion roux
Sporophila hypochroma
Espèce
Statut de conservation UICN

 NT  : Quasi menacé
Le Sporophile à croupion roux (Sporophila hypochroma) est une espèce de passereaux appartenant à la famille des Thraupidae.

## Répartition
On le trouve dans le nord et l'est de la Bolivie, au sud-ouest du Brésil, dans le nord-est de l'Argentine, au Paraguay et en Uruguay.

## Habitat
Il habite les savanes sèches et les prairies tropicales ou subtropicales humides ou inondées en certaines saisons et de basse altitude.
Il est menacé par la perte de son habitat.